# La Dhuys
La Dhuys è una stazione della linea 11 della metropolitana di Parigi. 
Si trova tra i comuni di Rosny-sous-Bois e Montreuil.

## Storia
Inizialmente la stazione avrebbe dovuto chiamarsi La Boissière e avrebbe dovuto essere a cielo aperto: successivamente, per contenere l'impatto ambientale, si è deciso di costruirla in sotterranea.
La stazione, i cui lavori sono iniziati nel novembre 2016, è stata costruita nell'ambito del prolungamento della linea 11 da Mairie des Lilas verso Rosny-Bois-Perrier: nel settembre 2022 è stato ufficializzato il nome di La Dhuys.
Viene inaugurata il 13 giugno 2024.

## Struttura
La stazione, dotata di due accessi, dispone di due binari serviti da due banchine laterali, accessibili tramite scale, scale mobili e ascensori.

## Interscambio
- Fermata autobus

## Servizi
La stazione dispone di:
- Accessibilità per portatori di handicap
- Ascensori
- Scale mobili
- Emettitrice automatica biglietti
- Servizi igienici